# Kypselos
Kypselos (grekiska: Κύψελος, latin: Cypselus) var tyrann i Korinth på 600-talet f.Kr.
Han var son till Eetion, och fick enligt sägnen sitt namn eftersom han som nyfödd gömdes av sin mor i en kista (grekiska kypsele) för att räddas undan förföljelser av hennes släktingar Bakchiaderna. Dessa hade makten i Korinth, men ett orakel hade meddelat att Kypselos skulle komma att störta dem.
Omkring 658 f.Kr. gjorde han sig till envåldshärskare i Korinth, där han sedan i ungefär trettio år kraftfullt men vist och hovsamt styrde staden. Korinth fick under hans regering ett betydligt välstånd och smyckades med praktfulla byggnader och konstverk. Han efterträddes av sin son Periandros.
Kistan som Kypselos gömdes i fanns ännu på 100-talet e.Kr. i Heratemplet i Olympia. Den var av cederträ och rikt smyckad med bildverk, delvis av guld och elfenben. Den gällde som ett av världens yppersta konstverk.